# کشتن میریام کاری
میریام کاری (به انگلیسی: Miriam Carey) (درگذشت: سوم اکتبر، ۲۰۱۳) در بدفورد استایوسانت، بروکلین (در نزدیکی نیویورک) متولد شده‌است.

## تحصیلات
میریام کاری در سال ۲۰۰۷ در رشته تغذیه از کالج بروکلین فارغ‌التحصیل شده‌است. دو دارای مدرک کاردانی دندانپزشکی از کالج Hostos Community است. کاری به عنوان دستیار دندانپزشک در شهر استمفورد در ایالت کانیتکت فعالیت داشت.

## فرزندان
دختر وی اریکا نام دارد.

## مرگ
وی در جریان اصابت گلوله از سوی پلیس آمریکا در ۳ اکتبر، ۲۰۱۳ و در حالی که مشغول رانندگی در خیابان‌های منتهی به کنگره ایالات متحده آمریکا بود در کنار دختر اریکا کشته شد. او در هنگام مرگ ۳۴ سال داشت.

## اظهار نظرها
سی ان ان گزارش داده‌است که این زن تلاش داشت تا از موانع امنیتی نصب شده در کنار کاخ سفید عبور کند، که بر اثر شلیک مأموران پلیس کشته شد.
شبکه‌ای بی سی مدعی شده حادثه تیراندازی دور از سالن داخلی کنگره صورت گرفته و فردی که اقدام به تیراندازی کرد هنوز دستگیر نشده‌است.
طبق اظهارات پلیس این زن افسردگی پس‌زایمانی داشته‌است. خواهر کاری در مصاحبه با سی ان ان اتهام بیماری روانی خواهرش را تکذیب کرد.
پلیس همچنین تأکید کرده‌است که در این حادثه شخص کشته شده سلاحی نداشته‌است و در گزارش پلیس نیز آمده که خانم کاری قبل از اینکه از خودرویش پیاده شود، هدف بیش از هشت گلوله قرار گرفته‌است.
در مورد کشته شدن این زن انتقادات فراوانی وجود دارد.